# Atletica leggera ai Giochi della XXIX Olimpiade - Salto con l'asta maschile

Video della Finale

La gara di salto con l'asta maschile all'olimpiade di Pechino 2008 si è svolta tra il 20 (qualificazioni) ed il 22 agosto (finale) allo Stadio Nazionale.

## Presenze ed assenze dei campioni in carica
| Competizione         | Atleta              | Prestazione | Pechino 2008 |
| -------------------- | ------------------- | ----------- | ------------ |
| Olimpiadi 2004       | Timothy Mack        | 5,95 m      | Non qual.    |
| Commonwealth 2006    | Steven Hooker       | 5,80 m      | Presente     |
| Europei 2006         | Aleksandr Averbukh  | 5,70 m      | Presente     |
| Coppa del mondo 2006 | Steven Hooker       | 5,80 m      | Presente     |
| Mondiali 2007        | Brad Walker         | 5,86 m      | Presente     |
|                      |                     |             |              |
| Mondiali junior 2004 | Dmitrij Starodubcev | 5,50 m      | Presente     |

1. ↑  Sotto la bandiera dell'Australia.

## Gara
Guadagnano l'accesso alla finale 13 atleti. Tra i favoriti, falliscono la qualificazione Brad Walker e Aleksandr Averbukh, rispettivamente il campione del mondo e il campione europeo in carica.
In finale, Giuseppe Gibilisco ha una controprestazione e fallisce la misura d'ingresso (5,45).
I 5,60 sono, inaspettatamente, uno scoglio difficile da superare: solo l'australiano Steve Hooker e il francese e Jérôme Clavier ce la fanno alla prima prova.
La misura successiva è 5,70. Clavier viene subito eliminato. Valicano l'asticella in cinque; Hooker, sicuro di sé, ha passato la misura. L'australiano passa anche la successiva (5,75), imitato dagli altri finalisti. Ai 5,75 viene eliminato Danny Ecker (Ger).
A 5,80 sono rimasti in cinque: Hooker (Aus), Luk'janenko (Rus), Jurčenko (Ucr), Miles (USA) e Starodubcev (Rus). Jurčenko si ritira, non essendo fisicamente in grado di continuare. Terzo in classifica, l'ucraino deve sperare che i due saltatori che lo seguono, Miles e Starodubcev, sbaglino la misura. La fortuna gli sorride. Rimangono Hooker e Luk'janenko a contendersi l'oro. L'australiano sbaglia due volte, mentre il russo fa bene alla prima prova e passa in testa. Hooker vive un brutto quarto d'ora, ma trova le energie per volare oltre l'asticella al terzo tentativo.
A 5,85 entrambi sbagliano la prima prova; ripetono l'errore alla seconda. Alla terza prova ce la fanno entrambi.
Anche a 5,90 Hooker e Luk'janenko sbagliano i primi due tentativi, e stavolta solo Hooker ce la fa alla terza e conquista l'oro.
L'australiano attacca poi il record olimpico a 5,96. Per la quarta volta (dopo 5,80, 5,85 e 5,90) fa un doppio errore ma poi valica l'asticella alla terza prova.

## Squalifica per doping
Nel 2016, più di otto anni dopo lo svolgimento della competizione, Denys Jurčenko, originariamente classificatosi terzo, è stato squalificato per violazione delle regole anti doping: i campioni prelevati dopo la gara sono stati nuovamente sottoposti a test, ed è stato rilevata l'assunzione di deidroclormetiltestosterone, sostanza vietata. Il CIO ha quindi disposto la revoca della medaglia di bronzo a Denys Jurčenko, che è stata attribuita a Derek Miles.

## Risultati

### Qualificazioni
Le qualificazioni si sono svolte il 20 agosto alle 20:40, il cielo era nuvoloso, la temperatura dell'aria era di 28 °C e l'umidità relativa pari al 60%.
Gruppo A
| Pos | Atleta              | Paese         | 5,15 | 5,30 | 5,45 | 5,55 | 5,65 | Uscita |   | Note |
| --- | ------------------- | ------------- | ---- | ---- | ---- | ---- | ---- | ------ | - | ---- |
| 1   | Igor Pavlov         | Russia        | –    | –    | O    | –    | O    | 5,65   | q |      |
| 2   | Leonid Andreev      | Uzbekistan    | –    | O    | O    | O    | XO   | 5,65   | q | RP   |
| 2   | Jérôme Clavier      | Francia       | –    | O    | –    | O    | XO   | 5,65   | q |      |
| 2   | Raphael Holzdeppe   | Germania      | –    | –    | O    | O    | XO   | 5,65   | q |      |
| 2   | Denys Jurčenko      | Ucraina       | –    | –    | O    | –    | XO   | 5,65   | q |      |
| 6   | Jan Kudlicka        | Rep. Ceca     | O    | O    | –    | XO   | XO   | 5,65   | q |      |
| 7   | Dmitrij Starodubcev | Russia        | –    | XO   | –    | XO   | XXO  | 5,65   | q |      |
| 8   | Paul Burgess        | Australia     | –    | –    | O    | XO   | XXX  | 5,55   |   |      |
| 8   | Maksym Mazuryk      | Ucraina       | –    | –    | O    | XO   | XXX  | 5,55   |   |      |
| 10  | Jeff Hartwig        | Stati Uniti   | –    | –    | O    | XXO  | XXX  | 5,55   |   |      |
| 10  | Liu Feiliang        | Cina          | –    | –    | O    | XXO  | XXX  | 5,55   |   |      |
| 12  | Jesper Fritz        | Svezia        | –    | XO   | O    | XXX  |      | 5,45   |   |      |
| 12  | Giovanni Lanaro     | Messico       | –    | –    | XO   | XXX  |      | 5,45   |   |      |
| 14  | Jurij Rovan         | Slovenia      | XX   | O    | XXX  |      |      | 5,30   |   |      |
|     | German Chiaraviglio | Argentina     | –    | XXX  |      |      |      | –      |   |      |
|     | Ilijan Efremov      | Bulgaria      | XXX  |      |      |      |      | –      |   |      |
|     | Kim Yoosuk          | Corea del Sud | –    | XXX  |      |      |      | –      |   |      |
|     | Steve Lewis         | Gran Bretagna | –    | –    | XXX  |      |      | –      |   |      |
|     | Brad Walker         | Stati Uniti   | –    | –    | –    | –    | XXX  | –      |   |      |

Legenda: O = Salto valido; X = Salto nullo; – = Misura passata; q = Qualificato per la finale; RP = Record personale.
Gruppo B
| Pos | Atleta                | Paese       | 5,15 | 5,30 | 5,45 | 5,55 | 5,65 | Uscita |   | Note |
| --- | --------------------- | ----------- | ---- | ---- | ---- | ---- | ---- | ------ | - | ---- |
| 1   | Evgenij Luk'janenko   | Russia      | –    | –    | –    | O    | O    | 5,65   | q |      |
| 2   | Przemysław Czerwiński | Polonia     | –    | –    | O    | XO   | XO   | 5,65   | q |      |
| 3   | Danny Ecker           | Germania    | –    | –    | XO   | –    | XO   | 5,65   | q |      |
| 3   | Derek Miles           | Stati Uniti | –    | –    | O    | XXO  | XO   | 5,65   | q |      |
| 5   | Steve Hooker          | Australia   | –    | –    | –    | –    | XXO  | 5,65   | q |      |
| 6   | Giuseppe Gibilisco    | Italia      | –    | –    | XO   | O    | XXO  | 5,65   | q |      |
| 7   | Alhaji Jeng           | Svezia      | –    | –    | –    | O    | XXX  | 5,55   |   |      |
| 7   | Romain Mesnil         | Francia     | –    | –    | –    | O    | XXX  | 5,55   |   |      |
| 9   | Tim Lobinger          | Germania    | –    | –    | O    | XO   | XXX  | 5,55   |   |      |
| 9   | Daichi Sawano         | Giappone    | –    | –    | O    | XO   | XXX  | 5,55   |   |      |
| 11  | Oleksandr Korčmid     | Ucraina     | –    | –    | O    | XXX  |      | 5,45   |   |      |
| 11  | Mikko Latvala         | Finlandia   | –    | –    | O    | –    | XXX  | 5,45   |   |      |
| 13  | Spas Buhalov          | Bulgaria    | –    | –    | XO   | –    | XXX  | 5,45   |   |      |
| 13  | Fábio Gomes da Silva  | Brasile     | –    | –    | XO   | XXX  |      | 5,45   |   |      |
| 15  | Aleksandr Averbukh    | Israele     | –    | –    | XXO  | XXX  |      | 5,45   |   |      |
| 15  | Kevin Rans            | Belgio      | –    | XXO  | XXX  |      |      | 5,45   |   |      |
| 17  | Štěpán Janáček        | Rep. Ceca   | O    | O    | –    | XXX  |      | 5,30   |   |      |
| 17  | Dominic Johnson       | Saint Lucia | –    | O    | XXX  |      |      | 5,30   |   |      |
|     | Lázaro Borges         | Cuba        | –    | XXX  |      |      |      | –      |   |      |

Legenda: O = Salto valido; X = Salto nullo; – = Misura passata; q = Qualificato per la finale; RP = Record personale.

### Finale
La finale si è disputata il 22 agosto alle 19:55 locali, le 13:55 italiane, il cielo era parzialmente nuvoloso, la temperatura dell'aria era di 29 °C e l'umidità relativa al 60%.
| Pos     | Atleta                | Paese       | 5,45 | 5,60 | 5,70 | 5,75 | 5,80 | 5,85 | 5,90 | 5,96 | Misura | Note            |
| ------- | --------------------- | ----------- | ---- | ---- | ---- | ---- | ---- | ---- | ---- | ---- | ------ | --------------- |
| Oro     | Steve Hooker          | Australia   | –    | O    | –    | –    | XXO  | XXO  | XXO  | XXO  | 5,96   | Record olimpico |
| Argento | Evgenij Luk'janenko   | Russia      | –    | XXO  | O    | –    | O    | XXO  | XXX  |      | 5,85   |                 |
| dq      | Denys Jurčenko        | Ucraina     | XXO  | XO   | O    | –    | –    | –    | –    | –    | 5,70   |                 |
| Bronzo  | Derek Miles           | Stati Uniti | O    | XXO  | XO   | –    | XXX  |      |      |      | 5,70   |                 |
| 4       | Dmitrij Starodubcev   | Russia      | XXO  | XXO  | XO   | –    | XXX  |      |      |      | 5,70   |                 |
| 5       | Danny Ecker           | Germania    | XO   | –    | XXO  | XXX  |      |      |      |      | 5,70   |                 |
| 6       | Jérôme Clavier        | Francia     | XO   | O    | XXX  |      |      |      |      |      | 5,60   |                 |
| 7       | Raphael Holzdeppe     | Germania    | O    | XO   | XXX  |      |      |      |      |      | 5,60   |                 |
| 8       | Igor Pavlov           | Russia      | –    | XXO  | –    | XXX  |      |      |      |      | 5,60   |                 |
| 9       | Jan Kudlicka          | Rep. Ceca   | O    | XXX  |      |      |      |      |      |      | 5,45   |                 |
| 10      | Przemysław Czerwiński | Polonia     | XO   | XXX  |      |      |      |      |      |      | 5,45   |                 |
|         | Leonid Andreev        | Uzbekistan  | XXX  |      |      |      |      |      |      |      | –      |                 |
|         | Giuseppe Gibilisco    | Italia      | XXX  |      |      |      |      |      |      |      | –      |                 |

Legenda: O = Salto valido; X = Salto nullo; – = Misura passata; RO = Record olimpico; RN = Record nazionale.
Mai nessun vincente di una competizione mondiale aveva valicato l'asticella al terzo tentativo negli ultimi quattro turni di gara.
La misura con cui Derek Miles vince il bronzo è la più bassa dal 1984.